# أترا هاسس

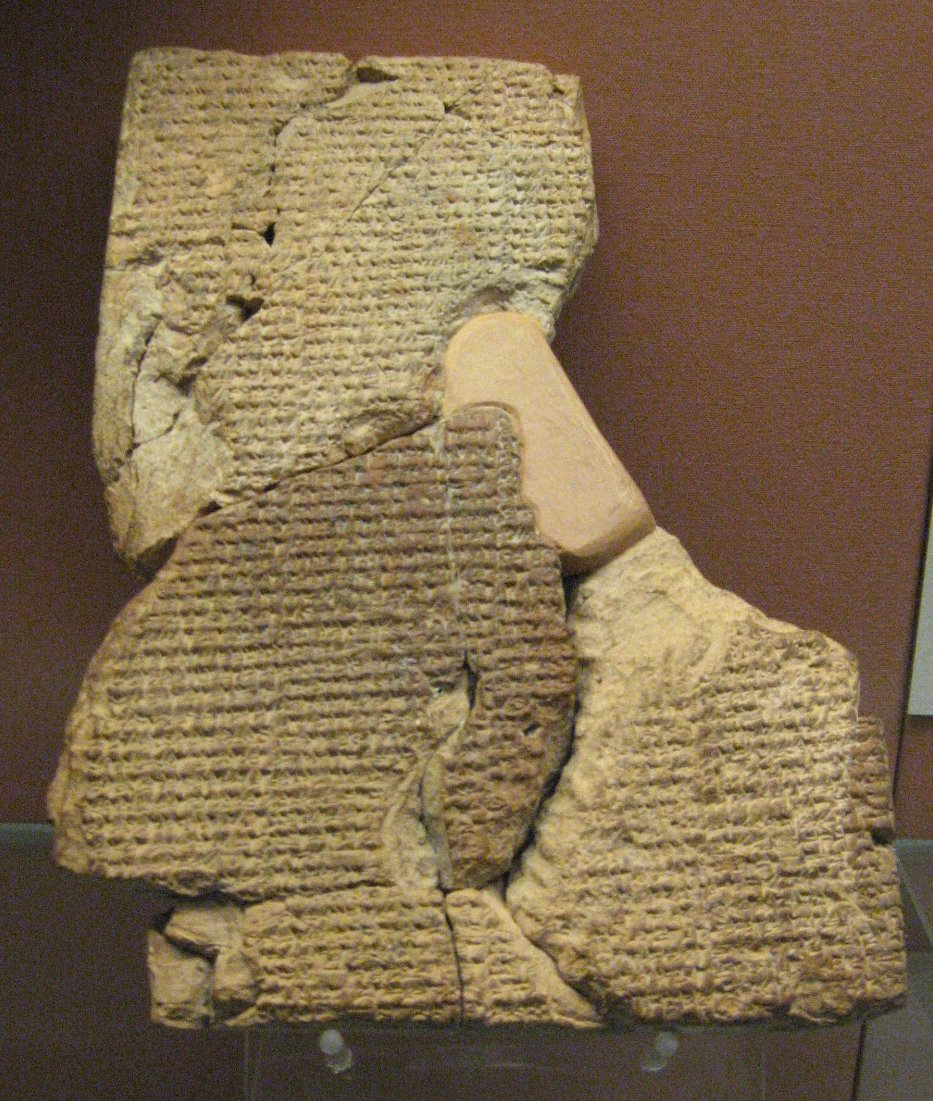
صورة لالواح الطين التي كتبت عليها قصة الملحمة

أتراحاسس هو عنوان ملحمة كُتبت في القرن الثامن عشر قبل الميلاد بعدّة روايات على ألواح الطين. سُمّيت الملحمة باسم بطلها، أتراحاسس، الذي يعني اسمه «شديد الحكمة». تحتوي ألواح أتراحاسس على أسطورة خلق وقصة طوفان، وقصة الطوفان هذه واحدة من قصص الطوفان البابلية الثلاث التي وصلتنا. يظهر اسم «أتراحاسس» أيضا في قوائم الملوك السومريين، بوصفه ملك شوروباك في أزمنة ما قبل الطوفان.
يُمكن أن نرجع أقدم نسخة من التراث الملحمي الذي يدور حول أتراحاسس باستخدام الكولوفون (التحديد الكتابي) إلى فترة ابن حفيد حمورابي، أمّي صادوقا (1646–1626 قبل الميلاد) ولكن عدة نصوص بابلية قديمة استمرّ نسخها في الألفية الأولى قبل الميلاد. وظهرت قصة أتراحاسس في نسخة آشورية متأخرة، اكتُشفت أول مرة في مكتبة آشور بانيبال الملكية، ولكن ترجماتها كانت غير قطعيّة، بسبب تشظّي الألواح المكتوبة عليها، وغموض كلماتها. كان أوّل من جمع أجزاءها وترجمها جورج سميث بوصفها قصة الخلق الأكادية، ثمّ صحّح الباحث هينيريش زيميرن اسم بطلها إلى أتراحاسس عام 1899.
نشر ويلفريد جورج لامبرت وآلأان رالف ميلارد نصوصا إضافية عديدة تنتمي إلى الملحمة، منها نسخة بابلية قديمة (مكتوبة في نحو عام 1650 قبل الميلاد) هي أكمَل الروايات المنقحة التي وصلتنا عن القصة. زادت هذه النصوص الجديدة المعرفة عن الملحمة بشكل كبير، وكانت أساسًا لترجمة لامبرت وميلارد الأولى لملحمة أتراحاسس إلى اللغة الإنكليزية التي قاربت الكمال. ثمّ اكتُشف جزءٌ آخر في أوغاريت. يتتبع والتر بركرت النموذج الذي ترسمه ملحمة أتراحاسس في مسلك مشابه، هو تقاسم الآلهة زيوس وهاديس وبوسيدون الجوّ والعالم السفلي والبحر في الإلياذة، وهو تقسيم «لا يزال الهيكل الخارجي للعالم يظهر من خلاله».
الملحمة مكتوبة بأكمل نسخها الموجودة بين أيدينا على ثلاثة ألواح طينية باللغة الأكادية، وهي لغة بابل القديمة.

## ملخّص
يحوي اللوح الأول أسطورة الخلق التي تدور حول الآلهة السومرية آنو وإنليل وإنكي، وهي آلهة السماء والرياح والماء، على الترتيب، «عندما كان الآلهة مثل البشر» كما جاء في المقدمة. بعد أن اقترح الآلهة، حكم آنو السماء، وإنليل الأرض وإنكي البحار العذبة. عيّن إنليل آلهةً صغيرة لتقوم بعبء الزراعة والحفاظ على الأنهار والقنوات، ولكن هذه الآلهة بعد أربعين سنة تمرّدت ورفضت أن تقوم بهذا العمل الشاق. لم يعاقب إنكي المتمرّدين، بل اقترح خلق الإنسان ليقوم بهذا العبء، إذ كان إنكي مستشار الآلهة الحكيم الرفيق. سُلّمت الإلهة الأمّ مامي مهمّة خلق البشر من خلال تشكيل تماثيل طينية مخلوطة بلحم الإله غيشتو إي ودمه بعد أن قُتِل، وكان هذا الإله «إلها ذكيًّا» (ويعني اسمه «أُذُن» أو «حكمة»). بصق الآلهة واحدًا واحدًا على الطين. وبعد عشرة شهور، انفتح رحم مخلوق لهذا الشأن ووُلد البشر. يستمر اللوح الأول في الحديث عن أساطير عن النمو السكاني والأوبئة. يُشار إلى أتراحاسس في نهاية اللوح الأول.
يبدأ اللوح الثاني بالكلام عن زيادة أعداد البشر وإرسال الإله إنليل موجةً من الجوع والجفاف كلّ 1200 عام من أجل تقليل عدد السكان. في هذه الملحمة يصوّر إنليل على أنه إله قاسٍ صاحب نزوات، أمّا إنكي فهو الإله الرفيق المساعِد، ربما كان ذلك لأن كهنة إنكي هم الذين كانوا يكتبون القصة. معظم اللوح الثاني متأذٍّ وغير مقروء، ولكنه ينتهي بقرار إنليل أن ينهي البشرية بطوفان وإلزام إنكي بقَسَمٍ أن يبقي هذه الخطة سريّة.
يحتوي اللوح الثالث من ملحمة أتراحاسس على قصة الطوفان. وهو الجزء الذي اقتبس منه اللوح الرابع من ملحمة جلجامش. يروي اللوح الثالث من ملحمة أتراحاسس كيف يحذر الإله إنكي بطل شوروباك أتراحاسس (فائق الحكمة) ويتكلم إليه من خلال جدارٍ قصبيّ (في إشارة إلى وسيط الوحي) فيأمره أن يفكّك منزله (ربّما لينشئ موقع بناء) ويبني سفينة لينجو من الطوفان الذي يخطط له الإله إنليل من أجل إفناء البشرية. كان عليه أن يبني سفينة لها سقف «مثل أبسو» (وهو عالم تحت الأرض فيه مياه عذبة ويعلوه الإله إنكي)، ولها طابق علوي وطابق سفلي، وتبحر باستعمال القار. يصعد أتراحاسس إلى السفينة مع عائلته ومع الحيوانات ويغلق الباب. ثم يبدأ الطوفان والعاصفة. ويخاف الجميع حتّى الآلهة. في اللوح الثالث، في الأسطر 7-9 تستعمل كلمتا «النهر» و«ضفة النهر»، ويرجح أنهما تعنيان نهر الفرات، لأن أتراحاسس مسجل في قائمة WB-62 بوصفه ملكا لشوروباك التي كانت على نهر الفرات.
بعد سبعة أيام يقدّم أتراحاسس قرابين للآلهة. ويغضب إنليل على إنكي لأنه نقض عهده. ولكن إنكي ينكر أنه نقض عهده ويجادل: «لقد ضمنت استمرار الحياة». يتفق إنكي وإنليل على طرائق أخرى للسيطرة على تعداد البشر.

## أنساب أتراحاسس
في روايات متأخرة لقصة الطوفان، في ملحمة جلجامش وقصة الطوفان السومرية، لا يكون اسم البطل أتراحاسس. في جلجامش، يكون اسم بطل الطوفان أوتنافشتيم، الذي يُقال إنه ابن أوبارا-توتو، ملك شوروباك. وفقا لجلجامش الحادي عشر، «تكلّم جلجامش مع أوتنافشتيم، البعيد... يا رجل شوروباك، ويا ابن أوبارا-توتو». في قصة الطوفان السومرية، التي كُتبت أول مرة في القرن السابع عشر قبل الميلاد (المملكة البابلية القديمة)، يُدعى البطل زيوسودرا، وهو في تعاليم شوروباك ابن الذي أعطى شوروباك اسمها، وهو نفسه الذي يُدعى ابن أوبارا توتو.
تدعم عدة ألواح تجمع قوائم الملوك السومريين سلسلة النساب التي تقدمها ملحمة جلجامش لبطل الطوفان، بإسقاط ملك يدعى شوروباك بوصفه حاكما تاريخيا لشوروباك. هذه القوائم تتضمّن الاعتقاد بأن قصة الطوفان جرت أيام حكم أوبارا توتو أو بعده. لا تشير هذه القوائم إلى زيوسودرا ولا إلى أتراحاسس ولا أوتنافشتيم. ومع هذا فإن اللوح WB-62 يحوي تأريخًا مختلفا. في هذا اللوح، يُجعل أتراحاسس ملكًا لشوروباك وكاهنًا خلَف أباه شوروباك الذي خلف أباه أوبارا توتو، كما جاء في تعاليم شوروباك. هذا اللوح فريد من جهة أنه يشير إلى شوروباك وأتراحاسس كليهما.

## تعديلات ومواءمات
إن قصة الطوفان الموجودة في النسخة المعتمدة لملحمة جلجامش (جلجامش الحادية عشر) إضافةٌ متأخرة، ويبدو أنها مقتبسة أو منسوخة من رواية وسيطة ضائعة لملحمة أتراحاسس بين عامي 1300 و1000 قبل الميلاد. تقدّم ملحمة أتراحاسس معلومات عن الطوفان وبطل الطوفان، أُسقِطت هذه المعلومات عندما أضيفت إلى ملحمة جلجامش ونسخ أخرى من أسطورة الطوفان في الشرق الأدنى. فعلى سبيل المثال، وفقًا لأتراحاسس الثالث، كان بطل الطوفان جالسًا إلى مأدبة عندما بدأ الطوفان والعاصفة: «ودعا شعبه إلى مأدبة، وأرسل عائلته إلى السفينة. فأكلوا وشربوا. ولكنه (أتراحاسس) كان متذبذبًا كثيرا ومتعبًا. لم يستطع أن يجلس، ولا أن يتمدد، لأن قلبه كان مكسورًا وكان يتقيّأ.» جرت تعديلات تحريرية أيضًا، وكان لبعضها آثار على المدى البعيد. فعلى سبيل المثال، في اللوح الثالث من أتراحاسس، في السطرين 6–7: «كاليعاسيب ملؤوا النهر»، غُيّرت هذه العبارة في جلجامش الحادي عشر في السطر 123 إلى: «كفراخ السمك ملؤوا البحر».
أجريت تعديلات أخرى على نص أتراحاسس. في ملحمة جلجامش، قلّ وصف الآلهة بالصفات البشرية. فعلى سبيل المثال، في أتراحاسس أو بي في اللوح الثالث في السطرين 30–31: «كانت الأنوناكي (الآلهة الكبيرة) جالسة ظامئة وجائعة»، غُيّرت هذه العبارة في جلجامش إلى «كانت الآلهة خائفة من الطوفان». وبعض الجمل في أتراحاسس أُسقطت في جلجامش، مثل: «كانت حزينة وظامئة للخمر»، و«كانوا يقاسون ألم البطن من الجوع». علّق جيفري هوارد تيغاي على هذه التغييرات التحريرية لنص أتراحاسس في جلجامش، «يبدو أن إسقاط الأسطر المفردة والحفاظ على أسطر أخرى لا تكافئها في المعنى، كان عملًا تحريريًّا مدروسًا. هذه السطور المسقَطة تشترك في موضوع واحد: جوع الآلهة وعطشها في وقت الطوفان.»

## وصلات خارجية
- British Museum: Cuneiform tablet from Sippar with the story of Atra-Hasis